# Carlos Monsiváis
Carlos Monsiváis Aceves (Cidade do México, 4 de maio de 1938 — Cidade do México, 19 de junho de 2010) foi um dos mais importantes escritores contemporâneos, crítico, ativista político, e jornalista do México.

## Carreira
Ele também escreveu colunas de opinião política nos principais jornais dos setores progressistas do país. Sua geração de escritores inclui Elena Poniatowska, José Emilio Pacheco e Carlos Fuentes. Monsiváis ganhou mais de 33 prêmios, incluindo o Prêmio Jorge Cuesta de 1986 (em homenagem a um colega escritor sobre o qual escreveu um livro), o Prêmio Mazatlán de 1989 e o de 1996 Prêmio Xavier Villaurrutia. Considerado um importante intelectual de seu tempo, Monsiváis documentou temas mexicanos contemporâneos, valores, lutas de classes e mudanças sociais em seus ensaios, livros e artigos de opinião. Ele era um crítico ferrenho do Partido Revolucionario Institucional (PRI), de longo governo, tendia para a esquerda e era onipresente na disseminação de suas opiniões no rádio e na televisão.
Ele era conhecido como um ativista por causas esquerdistas.

### Crônicas
- Días de guardar (1971)
- Amor perdido (1976)
- De qué se ríe el licenciado (una crónica de los 40) (1984)
- Entrada libre. Crónicas de la sociedad que se organiza (1987)
- Escenas de pudor y liviandad (1988)
- Luneta y galería (Atmósferas de la capital 1920-1959) (1994)
- Los rituales del caos (1995)
- «No sin nosotros». Los días del terremoto 1985-2005 (2005)

### Ensaios
- Características de la cultura nacional (1969)
- Principados y potestades (1969)
- «Notas sobre la cultura mexicana en el siglo XX» en Historia General de México (1976)
- El Crimen en el cine (1977)
- Cultura urbana y creación intelectual. El caso mexicano (1981)
- Cuando los banqueros se van (1982)
- Confrontaciones (1985)
- El poder de la imagen y la imagen del poder. Fotografías de prensa del porfiriato a la época actual (1985)
- Historias para temblar: 19 de septiembre de 1985 (1988)
- El género epistolar. Un homenaje a manera de carta abierta (1991)
- Sin límite de tiempo con límite de espacio: arte, ciudad, gente, colección de Carlos Monsiváis (1993)
- Rostros del cine mexicano (1993)
- Por mi madre, bohemios I (1993)
- El teatro de los Insurgentes: 1953-1993 (1993)
- Los mil y un velorios. Crónica de la nota roja (1994)
- Cultura popular mexicana (1995)
- Aire de familia. Colección de Carlos Monsiváis (1995)
- El bolero (1995)
- Recetario del cine mexicano (1996)
- Diez segundos del cine nacional (1996)
- Del rancho al internet (1999)
- Aires de familia. Cultura y sociedad en América Latina (2000)
- Las herencias ocultas del pensamiento liberal del siglo XIX (2000)
- Las tradiciones de la imagen: notas sobre poesía mexicana (2001)
- Protestantismo, diversidad y tolerancia (2002)
- Bolero: clave del corazón (2004)
- Las herencias ocultas de la Reforma Liberal del Siglo XIX (2006)
- Imágenes de la tradición viva (2006)
- Las alusiones perdidas (2007)
- El estado laico y sus malquerientes (2008)
- El 68, La tradición de la resistencia (2008)

### Biografia
- Carlos Monsiváis (Autobiografía) (1966)
- Celia Montalván (te brindas voluptuosa e impudente) (1982)
- María Izquierdo (1986)
- Luis García Guerrero (1987)
- José Chávez Morado (1989)
- Escenas mexicanas en la obra de Teresa Nava (1997)
- Salvador Novo. Lo marginal en el centro (2000)
- Adonde yo soy tú somos nosotros. Octavio Paz: crónica de vida y obra (2000)
- Novoamor (2001)
- Yo te bendigo, vida. Amado Nervo: crónica de vida y obra (2002)
- Leopoldo Méndez 1902-2002 (2002)
- Carlos Pellicer: iconografía (2003)
- Annita Brenner: visión de una época (2006)
- Frida Kahlo (2007)
- Rosa Covarrubias: una americana que amó México (2007)
- Pedro Infante: las leyes del querer (2008)

### Narrativa
- Nuevo catecismo para indios remisos (1982)

### Outros livros em colaboração
- Historia General de México (1972)/ Colegio de México
- Frida Kahlo. Una vida, una obra (1992) / Rafael Vázquez Bayod
- A través del espejo: el cine mexicano y su público (1994) / Carlos Bonfil
- Parte de guerra. Tlatelolco 1968. Documentos del general Marcelino García Barragán. Los hechos y la historia (1999) / Julio Scherer
- Parte de Guerra II. Los rostros del 68 (2002) / Julio Scherer
- Tiempo de saber (2003) / Julio Scherer
- El centro histórico de la Ciudad de México (2006) / Francis Alÿs
- El viajero lúgubre: Julio Ruelas modernista, 1870-1907 (2007) / Antonio Saborit y Teresa del Conde
- El hombre de negro (2007) / Helioflores

### Antologias
- La poesía mexicana del Siglo XX (1966)
- Poesía mexicana II, 1915-1979 (1979)
- A Ustedes Les Consta. Antología de la Crónica en México (1980)
- Lo fugitivo permanece. 21 cuentos mexicanos (1984)
- La poesía mexicana II, 1915-1985 (1985)

### Trabalhos em tradução
- Mexican postcards (1997) / Trans. John Kraniauskas.
- A new catechism for recalcitrant indians (2007) / Trans. Jeffrey Browitt and Nidia Esperanza Castrillón.
- Obřady chaosu (2007) / Trans. Markéta Riebová.